# Julian's Editor
Julian's Editor é uma plataforma sandbox onde você cria seus jogos sem necessidade de script e codificação, tornando o jogo acessível para quem não é experiente em programar em script

## Script

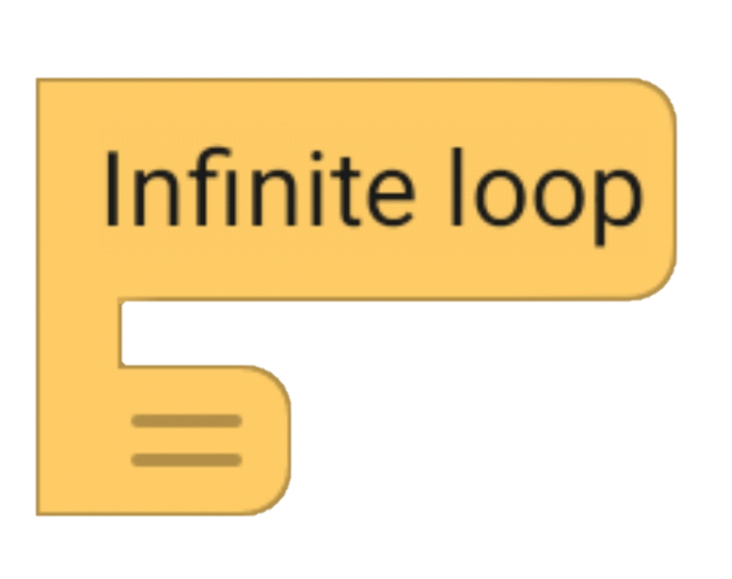
exemplo de um script

A linguagem de script do julian's editor comparada ao script de jogos mobiles comuns, o script é bem mais simples e acessível, semelhante ao do Scratch.

## Acontecimentos e Eventos
- Game Jam
- Treta do Euclimax

## Jogos
- Animal VS Invaders
- Aqua Escape
- Invaders
- Avatar Sandbox
- Fruit Time